# جوفانا أنتونيلي
جوفانا أنتونيلي برادو (بالبرتغالية: Giovanna Antonelli Prado‏)، هي ممثلة برازيلية. ولدت جوفانا في 18 مارس 1976 عام في ريو دي جانيرو. هي ابنة هيلتون برادو وراقصة سوالي أنتونيلي. لديها أيضا واحدة الأخ الأكبر ليونارد. حياتها المهنية عندما كانت بدأت 14. مسيرتها الفنية على برنامج للأطفال Angelica من ريدي مانتشيت. أيضا، دور أفضل لها جاد من مسلسل استنساخ أو جاد.

## وصلات خارجية
- جوفانا أنتونيلي على موقع IMDb (الإنجليزية)
- جوفانا أنتونيلي على موقع ألو سيني (الفرنسية)
- جوفانا أنتونيلي على موقع قاعدة بيانات الفيلم (الإنجليزية)
- جوفانا أنتونيلي على موقع ليتربوكسد (الإنجليزية)
- جوفانا أنتونيلي على موقع كينوبويسك (الروسية)